# Glutammato deidrogenasi (NADP+)
catalizza una importante reazione di Deaminazione Ossidativa.
La glutammato deidrogenasi (NADP+) è un enzima appartenente alla classe delle ossidoreduttasi, che catalizza la seguente reazione:
L-glutammato + H2O + NADP+ ⇄ 2-ossoglutarato + NH3 + NADPH + H+